# Ilaria Arrighetti

a Compétitions nationales et continentales officielles uniquement.

b Matchs officiels uniquement.
Ilaria Arrighetti, née le 2 mars 1993 à Cernusco sul Naviglio (Italie), est une joueuse internationale italienne de rugby à XV évoluant aux postes de troisième ligne aile et de troisième ligne centre. Elle joue en France, au Stade rennais.

## Biographie

### Carrière sportive
Ilaria Arrighetti commence la pratique du rugby à XV à 13 ans, sur les conseils de son professeur d'EPS qui la dirige vers le club de la ville. À 17 ans, elle rejoint Monza. Dès sa première saison en équipe première, elle est convoquée en équipe d'Italie et fait ses débuts contre l'Écosse lors du Tournoi des Six Nations 2012.
En 2015, elle intègre les rangs du Stade rennais.
Elle est appelée pour disputer les Coupes du monde 2017 et 2021,. Ayant posé tous ses congés pour jouer la Coupe du monde, elle rate le Six Nations 2023[réf. nécessaire]. Elle n'est pas non plus convoquée pour la première édition du WXV.
En 2024, elle signe un contrat fédéral et elle est appelée au premier rassemblement de l'année de la Squadra Azzurra,.

### En dehors du rugby à XV
Elle est diplômée en Lettres Modernes et professeure d'italien dans un lycée rennais.

## Palmarès
- Vainqueur du Championnat d'Italie en 2014.